# 신동호 (1994년)
신동호(1994년 6월 29일 ~ )는 대한민국 보이그룹 유키스의 前 구성원이며 DJ 겸 배우이다.

## 학력
- 북경한국국제학교 (졸업)
- 용강중학교 (졸업)
- 한림연예예술고등학교 실용음악학과 (졸업)

## 출연 작품
텔레비전
- 2009년 KBS2 천하무적 토요일 - 천하무적 야구단
- 2009년 Mnet 소년소녀 가요백서 진행
- 2009년 SBS E!TV 아이돌 막내 반란 시대
- 2010년 MBC 세바퀴 39회, 41회, 44회
- 2010년 코미디TV 미녀쌤's 아이돌 키우기
- 2010년 SBS 강심장 25~26회
- 2010년 tvN 80일만에 서울대가기 2기
- 2010년 SBS 나는 전설이다 키스밴드 드럼 역
- 2011년 MBC 에브리원 레알스쿨 동호 역
- 2011년 MBC 로열 패밀리 조병준 역
- 2011년 SBS 강심장 71~72회
- 2011년 KBS2 신통방통 독서 퀴즈왕
- 2012년 수퍼 액션 홀리랜드 강유 역
- 2012년 KBS2 위기탈출 넘버원 332회
- 2012년 KBS2 이야기쇼 두드림 27회
- 2012년 MBC 세바퀴 175회
- 2013년 올'리브 서태화의 누들샵# 7회
- 2016년 MBC 황금어장 라디오스타 486회
- 2016년 올'리브 옥수동수제자(특별출연)
- 2016년 채널A 개밥 주는 남자
- 2016년 KBS2 슈퍼맨이 돌아왔다 (특별출연)

영화
- 2010년 이층의 악당 현철 역
- 2011년 마이 블랙 미니드레스 유승원 역
- 2011년 홍길동 2084 홍길동 목소리(더빙) 역
- 2012년 돈 크라이 마미 윤조한 역

뮤직 비디오
- 케이윌 〈선물〉(2010)

CF
- 2010년 농심 둥지냉면

## 수상
- 2009년 제1회 천하무적야구단 골병든글러브시상식 완소상
- 2010년 제4회 케이블TV 방송대상 올해의 스타상